# Charles Jehlinger
Charles Jehlinger (* 7. März 1866 in Illinois, USA; † 29. Juli 1952 in New York City, New York, USA) war ein einflussreicher US-amerikanischer Schauspiellehrer.

## Leben
Jehlinger lehrte fast 40 Jahre lang an der New Yorker American Academy of Dramatic Arts. Nach dem Tod von Franklin H. Sargent wurde er 1923 Leiter der Einrichtung. Zu seinen Schülern zählen Cecil B. DeMille, Edward G. Robinson, Spencer Tracy, Hume Cronyn, Kirk Douglas, Anne Bancroft und Robert Redford. Grundlegend für Jehlingers Lehre war die Auffassung, dass der Darsteller bei der Interpretation von Charakteren und Situationen getreu dem Text zu folgen habe.

## Wirkung
Zu Ehren von Jehlinger wird an der American Academy for Dramatic Art regelmäßig der angesehene Charles Jehlinger Award for Acting verliehen. In Pasadena, Kalifornien wurde ein Theater nach ihm benannt.

## Zitat
“There is no limit to the art of acting. You need the understanding of all human nature, the sense of beauty of the artist and poet, the sense of rhythm of the dancer and musician, the mentality of a philosopher and scientist. It is the universal art.”

„Die Schauspielkunst ist ohne Grenzen. Man braucht das Verständnis aller menschlicher Natur, das Schönheitsempfinden des Künstlers und Dichters, das Rhythmusempfinden des Tänzers und Musikers, die Mentalität eines Philosophen und Wissenschaftlers. Es ist die universelle Kunst.“